# 斯塔福德 (加利福尼亞州洪堡縣)
斯塔福德（英語：Stafford）是位於美國加利福尼亞州洪堡縣的一個非建制地區。該地的面積和人口皆未知。

## 地理
斯塔福德的座標為40°27′14″N 124°03′13″W / 40.45389°N 124.05361°W，而該地的平均海拔高度為42米（即138英尺）。